# 27 de mayo
El 27 de mayo es el 147.º (centésimo cuadragésimo séptimo) día del año en el calendario gregoriano y el 148.º en los años bisiestos. Quedan 218 días para finalizar el año.

## Acontecimientos
- 927: en las altiplanicies del este de Bosnia, cerca del río Drina, frontera entre el Reino de Croacia y el Primer imperio búlgaro, Tomislav de Croacia derrota a Simeón I de Bulgaria en la batalla de las Altiplanicies Bosnias.
- 1096: el conde Emicho entra en Maguncia, donde sus seguidores masacran a todos los ciudadanos alemanes judíos, al menos unos 600 son asesinados.
- 1120: en Capua, 42 km al norte de Nápoles (península italiana), Ricardo III es coronado príncipe dos semanas antes de morir.
- 1153: en Escocia, Malcolm IV se convierte en rey.
- 1199: Juan es coronado rey de Inglaterra.
- 1257: en la catedral de Aquisgrán, Ricardo de Cornualles y su esposa, Sancha de Provenza, son coronados rey y reina de los alemanes.
- 1328: en Francia, Felipe VI es coronado rey.
- 1517: en España, varios frailes dominicos y franciscanos ―encabezados por fray Pedro de Córdoba― escriben una carta a los reyes de España (conocida como la Carta latina), en defensa de los nativos de América.
- 1644: en China, el regente manchú Dorgon derrota al líder rebelde Li Zicheng de la dinastía Shun en la batalla del paso Shanhai, lo que permite a los manchúes entrar y conquistar la ciudad capital de Pekín.
- 1647: en los Estados Unidos, Peter Stuyvesant es nombrado director general de los Nuevos Países Bajos.
- 1703: en Rusia, el zar Pedro el Grande funda la ciudad de San Petersburgo.
- 1792: en París se utiliza por primera vez la guillotina.
- 1798: en Wexford, 113 km al sur de Dublín (Irlanda), se libra la batalla de Oulart Hill. Los líderes rebeldes irlandeses derrotan y matan a un destacamento de milicias.
- 1799: en Winterthur, 24 km al noreste de Zúrich (Suiza) ―en el marco de la Guerra de la Segunda Coalición―, las fuerzas austríacas derrotan a las francesas.
- 1812: en el cerro San Sebastián, cerca de la ciudad de Cochabamba (Bolivia) ―en el marco de las Guerras de la independencia sudamericana―, el ejército realista al mando del general peruano José Manuel de Goyeneche (1776-1846) asesina a las mujeres de la ciudad (Heroínas de la Coronilla).
- 1813: en la provincia de Ontario (Canadá) ―en el marco de la Guerra de 1812― las fuerzas estadounidenses capturan Fuerte George.
- 1836: en Nueva Gales del Sur (Australia), militares blancos asesinan a varios indígenas por ordenes del mayor Thomas Livingstone Mitchell en la masacre de Mount Dispersion.
- 1838: en el estado de Costa Rica, militares relacionados con Don Braulio Carrillo Colina derrocan al jefe de Estado Manuel Aguilar, que estaba ligado a la oligarquía de Cartago. Esto ocurre con el objetivo de acabar con el caos que persistia, generado por este grupo oligarquico. Meses despues Don Braulio Carrillo Colina separaria por primera vez a Costa Rica de la República Federal de Centroamérica.
- 1849: en Londres se abre el Gran Hall de la estación Euston.
- 1850: en Inglaterra, la reina Victoria sufre un atentado.
- 1860: en la isla de Sicilia, el mercenario italiano Giuseppe Garibaldi comienza el ataque contra la ciudad de Palermo, como parte de la Unificación Italiana.
- 1863: en Port Hudson, 164 km al noroeste de Nueva Orleans ―en el marco de la guerra civil estadounidense (1861-1865)― ocurre el primer asalto de infantería de la Unión al asedio del puerto.
- 1867: en Madrid (España), la reina Isabel II le concede a la villa de Sancti Spíritus el título de «ciudad».
- 1874: en Sudáfrica, el primer grupo de excursionistas de Dorsland bajo el liderazgo de Gert Alberts abandona la ciudad de Pretoria.
- 1883: Alejandro III es coronado zar de Rusia.
- 1895: Cuba entierra con honores al patriota José Martí.
- 1895: en Londres (Imperio británico), el escritor Oscar Wilde es condenado a dos años de cárcel con trabajos forzados debido a su homosexualidad.
- 1896: en San Luis (Misuri) y San Luis Este (Illinois), un tornado (con fuerza F4) mata al menos 255 personas.
- 1905: en la batalla de Tsushima, los japoneses destruyen la flota rusa.
- 1907: en San Francisco (California) comienza un rebrote de la peste bubónica.
- 1908: el mahulana Hakeem Noor-ud-Din es elegido primera califa de la comunidad musulmana Ahmadiyya (creada por Ghulam Ahmad).
- 1915: frente a Sheerness, en la costa del condado de Kent, 86 km al este de Londres (Reino Unido), el HMS Princess Irene explota y se hunde. Mueren 352 vidas.
- 1917: el papa Benedicto XV promulga el Código de Derecho Canónico de 1917, la primera codificación integral del derecho canónico católico en la historia jurídica de la Iglesia Católica.
- 1919: el avión NC-4 arriba a Lisboa (Portugal) luego de su primer vuelo transatlántico.
- 1920: en Checoslovaquia, Tomáš Masaryk es elegido presidente.
- 1927: en los Estados Unidos, la Ford Motor Company deja de producir el Ford T y comienza a rearmar sus plantas para construir el Ford A.
- 1930: en Nueva York se inaugura el edificio Chrysler (319  m), el más alto del mundo en ese momento.
- 1931: en Francia, Auguste Piccard, primer hombre que alcanza la estratosfera, al ascender en globo hasta los 16 000 m de altura.
- 1933: en Washington (Estados Unidos) ―en el marco del New Deal del presidente Roosevelt―, la Ley Federal de Valores de EE. UU. se convierte en ley que exige el registro de valores en la Comisión Federal de Comercio.
- 1935: en Washington (Estados Unidos) ―en el marco del New Deal del presidente Roosevelt― la Corte Suprema declara inconstitucional la Ley Nacional de Recuperación Industrial en el juicio de ALA Schechter Poultry Corp. contra Estados Unidos (295 U.S. 495).
- 1937: en la ciudad de San Francisco (California) se inaugura el puente Golden Gate al tráfico peatonal, creando un vínculo vital entre San Francisco y el condado de Marin.
- 1940: el rey Leopoldo III rinde Bélgica ante Alemania.
- 1940: en la masacre de Le Paradis ―en el marco de la Segunda Guerra Mundial (1939-1945)― 99 soldados de una unidad del Regimiento Real de Norfolk son fusilados tras rendirse a las tropas nazis alemanas; dos sobreviven.
- 1941: en el océano Atlántico norte, unidades de la marina británica localizan y hunden al acorazado alemán Bismarck. Mueren 2086 alemanes.
- 1941: en Washington (Estados Unidos) ―en el marco de la Segunda Guerra Mundial― el presidente Franklin D. Roosevelt proclama una «emergencia nacional ilimitada».
- 1942: en Praga (Checoslovaquia), la resistencia checa realiza un atentado y mata a Reinhard Heydrich ―el Protector del Reich en Bohemia y Moravia, y uno de los hombres más poderosos de la Alemania nazi― sufre un atentado durante la Operación Antropoide. En respuesta, los nazis matan a todos los habitantes de la aldea checa de Lídice.
- 1947: tras el proceso de Mauthausen, los Aliados ejecutan a 22 nazis condenados.

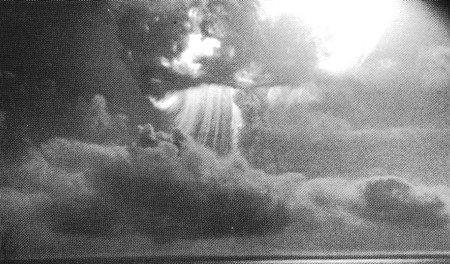
Explosión de la bomba de hidrógeno Zuni, en 1956. Fue la bomba n.º 73 de las 1132 que Estados Unidos detonó entre 1945 y 1992.

- 1950: en Helsinki se abre por primera vez el parque de atracciones Linnanmäki.
- 1956: en el atolón Bikini (en medio del océano Pacífico), Estados Unidos detona la bomba atómica Zuni (nombre de una etnia de nativos americanos), de 3500 kt. Es la primera prueba de un dispositivo Bassoon (‘fagot’), diseño de bomba de hidrógeno de tres etapas. Esta es la bomba n.º 73 de las 1132 que Estados Unidos detonó entre 1945 y 1992.
- 1956: en el atolón Eniwetok (340 km al oeste del anterior), Estados Unidos detona la bomba atómica Yuma (nombre de una etnia de nativos americanos), de 0,19 kt. Fue un fizzle (una bomba fallida), pero el dispositivo era una microbomba de apenas 44 kg.
- 1958: primer vuelo del McDonnell Douglas F-4 Phantom II.
- 1960: en Turquía, un golpe militar destituye al presidente Celâl Bayar y al resto del gobierno democrático.
- 1962: en la mina Centralia, 250 km al oeste de Nueva York se produce un incendio en el vertedero de la ciudad, encima de una mina de carbón.
- 1964: en Jerusalén (Israel), 422 congresales representantes de campos de refugiados, organizaciones sindicales y empresariales, personalidades de la cultura y grupos juveniles y femeninos crean la OLP (Organización para la Liberación de Palestina).
- 1964: en Colombia, Manuel Marulanda Vélez funda las FARC.
- 1964: en India muere el primer ministro de la India Jawaharlal Nehru. Lo sucede Lal Shastri.
- 1965: en el marco de la guerra de Vietnam (1955-1975) buques de guerra estadounidenses inician el primer bombardeo de objetivos del Frente de Liberación Nacional dentro de Vietnam del Sur.
- 1967: Los australianos votan a favor de un referéndum constitucional que otorga al gobierno australiano el poder de elaborar leyes que beneficien a los australianos indígenas y de contarlos en el censo nacional.
- 1967: Jacqueline Kennedy y su hija Caroline «botan» el portaaviones de la Armada USS John F. Kennedy.
- 1971: en Dahlerau ―54 km al noreste de Colonia (Alemania)― un tren de pasajeros choca de frente con un tren de carga. Mueren 46 personas y 25 quedan heridas. Es el peor accidente ferroviario en Alemania Occidental.
- 1971: 141 km al noroeste de Daca (Pakistán Oriental, hoy Bangladés) las fuerzas pakistaníes masacran a más de 200 civiles, en su mayoría hinduistas bengalíes, en la masacre de Bagbati.
- 1975: en Dibbles Bridge, en el condado de North Yorkshire (Inglaterra) se estrella un autobús con ancianos. Mueren 33 personas. Es el mayor número de muertos en un accidente de tráfico en el Reino Unido.
- 1976: en Buenos Aires, la dictadura cívico-militar argentina (1976-1983) «desaparece» (asesina) a Raymundo Gleyzer (1941-1976), director de cine, crítico y periodista argentino de 34 años de edad.
- 1977: en el Aeropuerto Internacional José Martí de La Habana (Cuba) sucede un accidente aéreo. Mueren 67 personas.
- 1980: en Corea del Sur, tropas aerotransportadas y del ejército retoman la ciudad de Gwangju de manos de las milicias civiles. Matan al menos a 207 personas y posiblemente a muchas más.
- 1983: en Ñuñoa (comuna de Santiago de Chile) se funda el Cuerpo de Bomberos.
- 1984: se inaugura el canal entre el río Danubio y el mar Negro, en una ceremonia a la que asistieron los Ceaușescu. Estaba en construcción desde la década de 1950.
- 1987: la chilena Cecilia Bolocco, ganó el concurso Miss Universo, convirtiéndose así en la primera y hasta ahora única representante de su país en lograrlo.
- 1988: en los Estados Unidos, el Senado ratifica un acuerdo para eliminar 2600 misiles de los arsenales de Estados Unidos y la Unión Soviética.
- 1988: en el marco de la guerra de independencia de Somalilandia, el Movimiento Nacional Somalí lanza una gran ofensiva contra las fuerzas del gobierno somalí en Hargeisa y Burao, en ese entonces la segunda y tercera ciudades más grandes de Somalia.
- 1990: César Gaviria es elegido como nuevo presidente de Colombia.
- 1992: en el observatorio Palomar, la astrónoma Eleanor Helin descubre un asteroide que orbita el Sol una vez cada 3,58 años. Lo bautizará asteroide Braille.
- 1994: Aleksandr Solzhenitsyn regresa a Rusia tras 20 años de exilio.
- 1996: Primera guerra chechena el presidente ruso, Boris Yeltsin, se reúne por primera vez con los rebeldes chechenos y negocia un alto el fuego.
- 1997: se produce el brote de tornado en el centro de Texas de 1997, que generó múltiples tornados en el centro de Texas, incluido el F5 que mató a 27 personas en Jarrell.
- 1998: atentado con bomba en Oklahoma City, Michael Fortier es sentenciado a 12 años de prisión y una multa de 200 000 dólares por no advertir a las escritoridades sobre el complot terrorista.
- 1999: se lanza el transbordador espacial Discovery en la misión STS-96, la primera misión de transbordador que se acopla a la Estación Espacial Internacional.
- 2001: en las islas Filipinas, miembros de Abu Sayyaf, un grupo separatista islamista, toman veinte rehenes en una próspera isla turística de Palawan; La crisis de los rehenes no se resolvería hasta junio de 2002.
- 2004: en República Dominicana mueren 410 personas arrastradas por el desbordamiento del río Soleil.
- 2006: en Java, Indonesia padece un violento terremoto de magnitud 6.1 en la escala de Richter, mueren más de 8000 personas y más de 37 000 resultan heridas.
- 2006: el terremoto de Yogyakarta de 6,4 Mw sacude Java central con una intensidad MSK de VIII (Dañino), dejando más de 5.700 muertos y 37.000 heridos.
- 2007: en Venezuela el presidente Hugo Chávez decide no renovar la expirada concesión radioeléctrica de la estación televisiva privada venezolana Radio Caracas Televisión (RCTV), debido a su participación en el golpe de Estado de 2002 y numerosas trasgresiones a la ley.
- 2007: en España se celebran elecciones municipales y autonómicas; el Partido Popular consigue más votos pero el Partido Socialista Obrero Español amplía sus territorios.
- 2009: en Roma (Italia), el Fútbol Club Barcelona gana su tercera Liga de Campeones de la UEFA ante el Manchester United en el Estadio Olímpico de Roma.
- 2010: en Guatemala hace erupción el volcán Pacaya (a 15 km de la capital, Guatemala), causando una lluvia de ceniza sobre la ciudad.[1] Fallece el reportero de Noti-7, Aníbal Archila, uno de los primeros periodistas en llegar a cubrir el acontecimiento.
- 2016: en Hiroshima (Japón), el presidente de los Estados Unidos, Barack Obama, visita el Monumento de la Paz de Hiroshima. En vez de pedir perdón ―como representante del Poder Ejecutivo de Estados Unidos, responsable directo de la muerte de 0,3 millones de civiles en los atentados atómicos de Hiroshima y Nagasaki― afirma de manera impersonal que «la muerte cayó del cielo».
- 2017: en Canadá, Andrew Scheer reemplaza a Rona Ambrose como líder del Partido Conservador.
- 2018: en el estado de Maryland se produce una inundación en todo el valle de Patapsco, que causa una muerte, destruye todos los primeros pisos de los edificios en Main Street en Ellicott City y provoca que los automóviles vuelquen.
- 2021: se estrena el episodio especial Friends: The Reunion secuela de la reconocida serie estadounidense Friends.

## Nacimientos
- 742: Dezong de Tang, emperador japonés (f. 805).
- 1332: Ibn Jaldún, teólogo musulmán e historiador árabe (f. 1406).

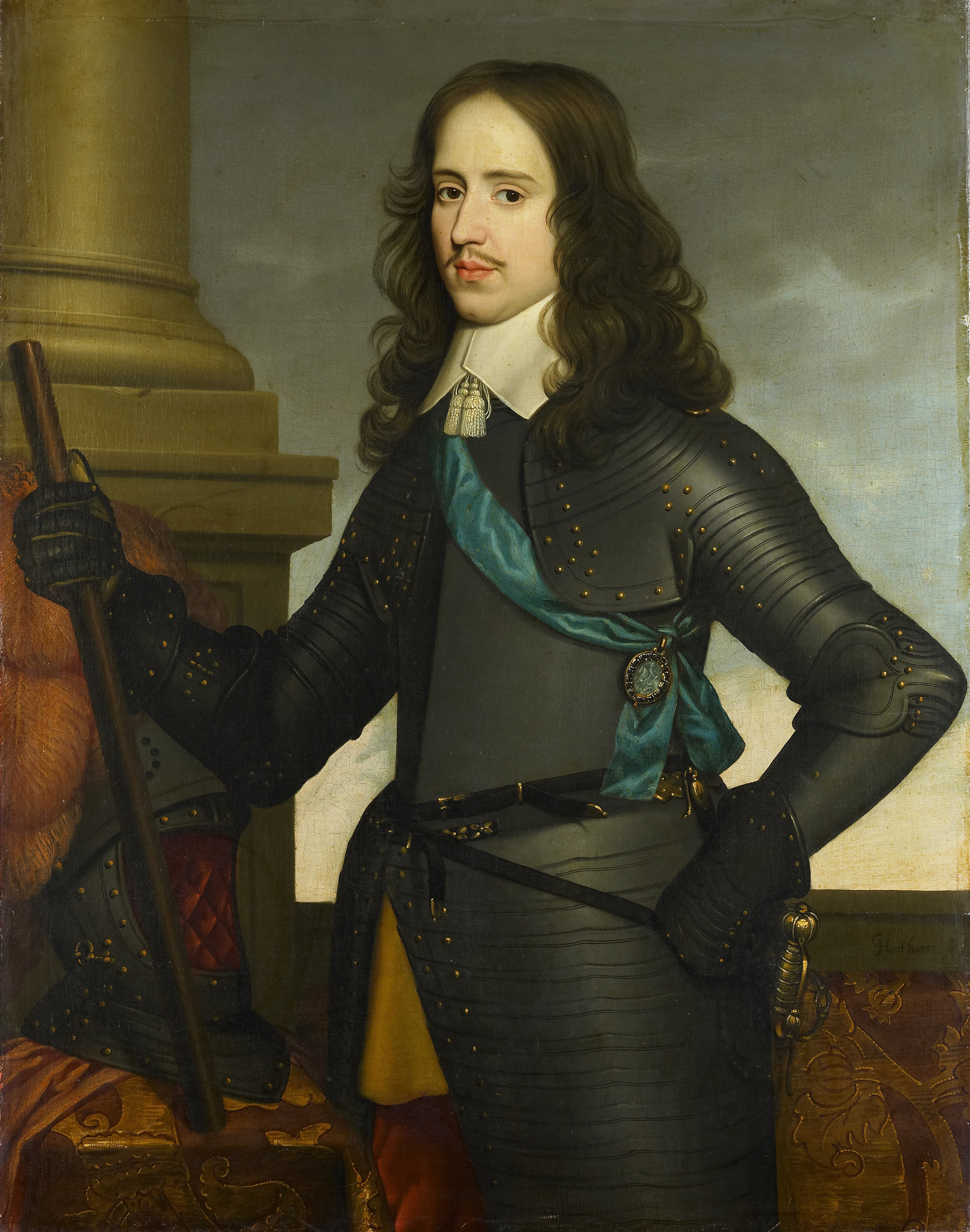
Guillermo II.

- 1378: Zhu Quan, comandante militar, historiador y dramaturgo chino (f. 1448).
- 1519: Girolamo Mei, historiador y teórico italiano (f. 1594).
- 1537: Luis el Viejo, aristócrata alemán, landgrave de Hesse-Marburgo (f. 1604).
- 1576: Caspar Schoppe, escritor y estudioso alemán (f. 1649).
- 1584: Michael Altenburg, teólogo y compositor alemán (f. 1640).
- 1601: Antoine Daniel, misionero y santo francocanadiense (f. 1648).
- 1626: Guillermo II, aristócrata neerlandés (f. 1650).
- 1651: Louis Antoine de Noailles, cardenal francés (f. 1729).
- 1652: Isabel Carlota, princesa palatina de Alemania (f. 1722).
- 1695: Miguel Cabrera, pintor mexicano (f. 1768).
- 1735: Romero Landa, militar español, primer ingeniero naval de la Real Armada Española (f. 1807).
- 1738: Nathaniel Gorham, comerciante y político estadounidense, 14.º presidente del Congreso Continental (f. 1796).
- 1756: Maximiliano I, rey alemán-bávaro (f. 1825).
- 1763: Juan Germán Roscio, abogado, periodista, escritor y político venezolano (f. 1821).
- 1774: Francis Beaufort, hidrógrafo y oficial de la Royal Navy irlandés (f. 1857).
- 1794: Cornelius Vanderbilt, industrial y filántropo estadounidense (f. 1877).
- 1799: Jacques Fromental Halévy, compositor francés (f. 1862).
- 1814: John Rudolph Niernsee, arquitecto estadounidense nacido en Viena (f. 1885).
- 1815: Henry Parkes, político británico-australiano, 7.º primer ministro de Nueva Gales del Sur (f. 1896).
- 1818: Amelia Bloomer, periodista y activista estadounidense (f. 1894).
- 1819: Julia Ward Howe, poetisa, escritora de canciones y abolicionista estadounidense (f. 1910).
- 1822: Joachim Raff, compositor germano-suizo (f. 1882).
- 1827: Samuel F. Miller, abogado y político estadounidense (f. 1892).
- 1832: Lizardo Montero Flores, militar y político, presidente del Perú entre 1881 y 1883 (f. 1905).
- 1832: Zenas Ferry Moody, topógrafo y político estadounidense, 7.º gobernador de Oregón (f. 1917).
- 1836: Jay Gould, empresario y financista estadounidense (f. 1892).
- 1837: Wild Bill (James Butler Hickok), explorador, aventurero y pistolero estadounidense (f. 1876).
- 1852: Billy Barnes, jugador británico-inglés de críquet (f. 1899).
- 1855: Augusto Miranda y Godoy, militar y político español (f. 1920).
- 1857: Theodor Curtius, químico alemán (f. 1928).
- 1860: Margrethe Munthe, compositora noruega (f. 1931).
- 1860: Manuel Teixeira Gomes, político portugués, 7.º presidente de Portugal (f. 1941).
- 1863: Arthur Mold, jugador británico-inglés de críquet (f. 1921).
- 1867: Arnold Bennett, novelista, dramaturgo y ensayista británico (f. 1931).
- 1867: Caleb Davis Bradham, farmacéutico estadounidense, inventor del refresco Pepsi (f. 1934).
- 1868: Aleksa Šantić, poeta y escritor bosnio (f. 1924).
- 1870: Adolf Schulten, arqueólogo e historiador alemán (f. 1960).
- 1871: Georges Rouault, artista, pintor e ilustrador francés (f. 1958).
- 1873: Harald Scavenius, político danés (f. 1939).
- 1875: Frederick Cuming, jugador británico-inglés de críquet (f. 1942).
- 1876: Ferdynand Antoni Ossendowski, periodista y escritor polaco (f. 1945).
- 1876: William Stanier, ingeniero británico-inglés (f. 1965).
- 1878: María Jesús Alvarado, feminista y luchadora social peruana (f. 1971).
- 1878: Anna Cervin, artista sueca (f. 1972).
- 1878: Isadora Duncan, bailarina estadounidense (f. 1927).
- 1879: Karl Bühler, lingüista y psicólogo germano-estadounidense (f. 1963).
- 1879: Hans Lammers, juez y político alemán (f. 1962).
- 1879: Cesáreo Bernaldo de Quirós, pintor argentino (f. 1969).
- 1883: Jessie Arms Botke, pintora estadounidense (f. 1971).
- 1884: Max Brod, periodista, escritor y compositor checo (f. 1968).
- 1887: Kasimir Fajans, químico y físico polaco-estadounidense (f. 1975).
- 1887: Frank Woolley, jugador británico-inglés de críquet (f. 1978).
- 1888: Louis Durey, compositor francés (f. 1979).
- 1890: Juan R. Escudero, líder revolucionario obrero mexicano (f. 1923).
- 1890: Konstantín Vasílievich Ivanov, poeta y traductor chuvasio (f. 1915).
- 1891: Claude Champagne, violinista, pianista y compositor canadiense (f. 1965).
- 1891: Jaan Kärner, poeta y escritor estonio (f. 1958).
- 1894: Louis-Ferdinand Céline, escritor y médico francés (f. 1961).
- 1894: Dashiell Hammett, escritor de novelas detectivescas y guionista estadounidense (f. 1961).
- 1895: Douglas Lloyd Campbell, educador y político canadiense, 13.º primer ministro de Manitoba (f. 1995).

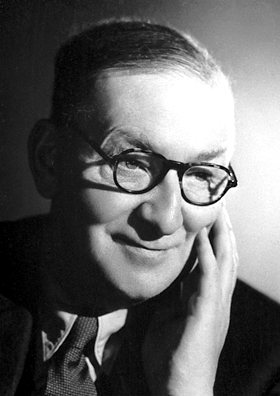
John Douglas Cockcroft.

- 1897: John Douglas Cockcroft, físico y académico británico, premio Nobel de Física en 1951 (f. 1967).
- 1897: Dink Templeton, jugador y entrenador de rugby estadounidense (f. 1962).
- 1898: David Crosthwait, ingeniero, inventor y escritor estadounidense (f. 1976).
- 1899: Johannes Türn, ajedrecista y damas estonio (f. 1993).
- 1900: Lotte Toberentz, supervisora alemana del campo de concentración nazi de Uckermark (f. 1964).
- 1900: Uładzimir Žyłka, poeta y traductor bielorruso (f. 1933).
- 1905: Helios Gómez, artista y anarcosindicalista español (f. 1956).
- 1906: Buddhadasa, monje y filósofo tailandés (f. 1993).
- 1906: Harry Hibbs, futbolista británico-inglés (f. 1984).
- 1906: Antonio Rosario Mennonna, obispo italiano (f. 2009).
- 1907: Nicolas Calas, poeta y crítico greco-estadounidense (f. 1988).
- 1907: Rachel Carson, bióloga marina, ambientalista y ensayista estadounidense (f. 1964).
- 1909: Dolores Hope, cantante y filántropa estadounidense (f. 2011).
- 1909: Juan Vicente Pérez, agrícultor, campesino y supercentenario venezolano, la última persona nacida en los años 1900 (f. 2024).
- 1911: Hubert Humphrey, periodista y político estadounidense, 38.º vicepresidente de Estados Unidos (f. 1978).
- 1911: Teddy Kollek, político húngaro expatriado en Israel, alcalde de Jerusalén durante 28 años (f. 2007).
- 1911: Vincent Price, actor estadounidense (f. 1993).
- 1912: John Cheever, novelista y cuentista estadounidense (f. 1982).
- 1912: Terry Moore, beisbolista, entrenador y directivo estadounidense (f. 1995).
- 1912: Sam Snead, golfista y comentarista deportivo estadounidense (f. 2002).
- 1913: Vicente Calderón, dirigente deportivo español, presidente del Atlético de Madrid (f. 1987).
- 1913: José Vela Zanetti, pintor y académico español (f. 1999).
- 1913: Linden Travers, actriz británica (f. 2001)
- 1915: Ester Soré, cantautora chilena (f. 1996).
- 1915: Herman Wouk, novelista estadounidense (f. 2019).
- 1917: Harry Webster, ingeniero británico-inglés (f. 2007).

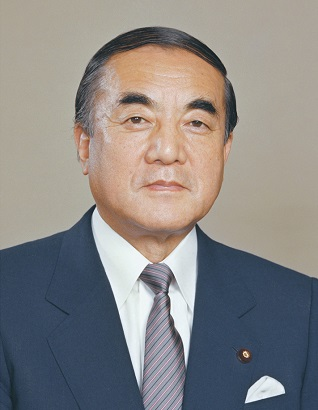
Yasuhiro Nakasone.

- 1918: Yasuhiro Nakasone, político y militar japonés, 45.º primer ministro de Japón entre 1982 y 1987 (f. 2019).
- 1921: Bob Godfrey, animador, director y actor de doblaje australiano-británico (f. 2013).
- 1922: Otto Carius, teniente y farmacéutico alemán (f. 2015).

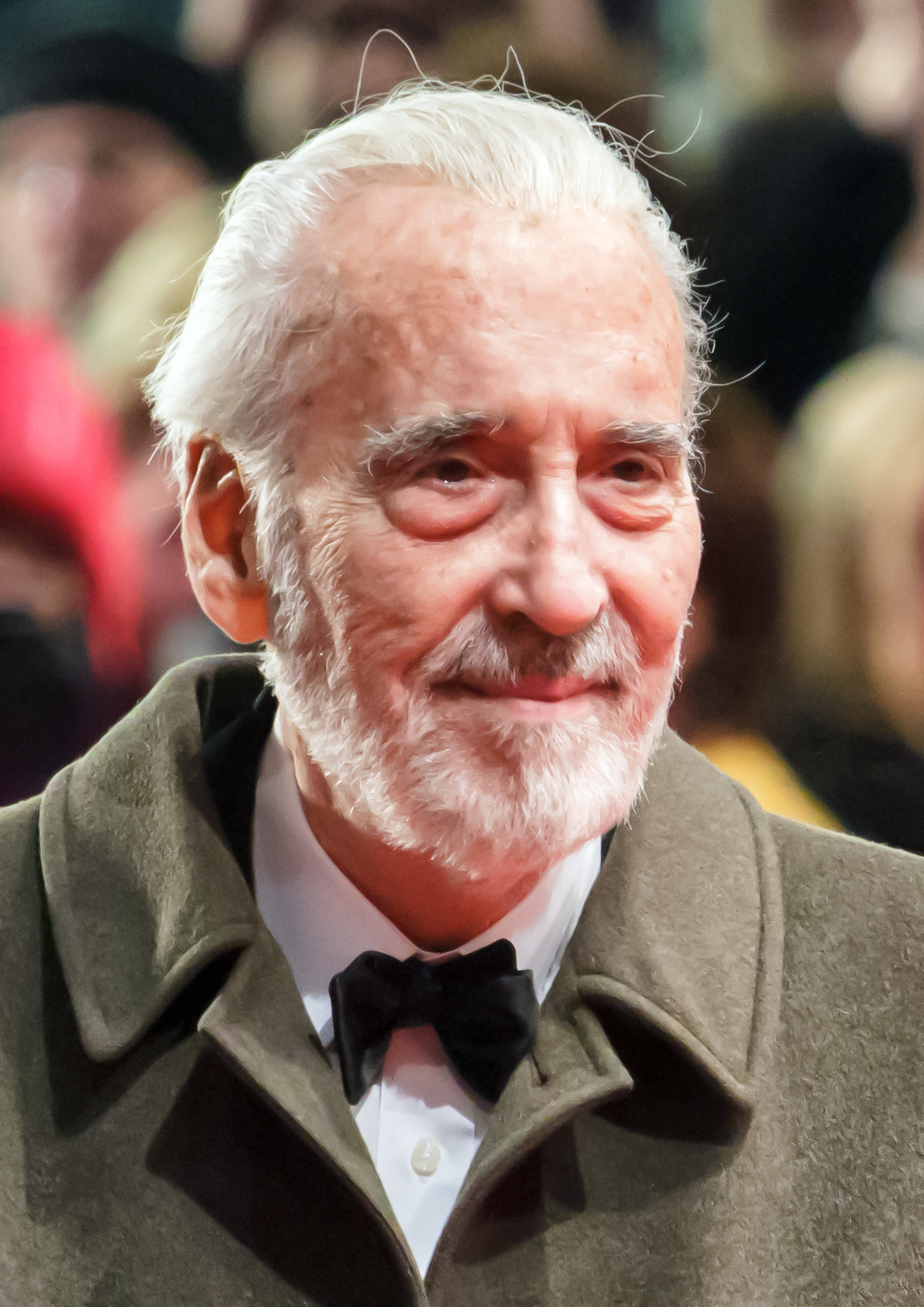
Christopher Lee.

- 1922: Christopher Lee, actor británico-inglés (f. 2015).
- 1922: John D. Vanderhoof, banquero y político estadounidense, 37.º gobernador de Colorado (f. 2013).

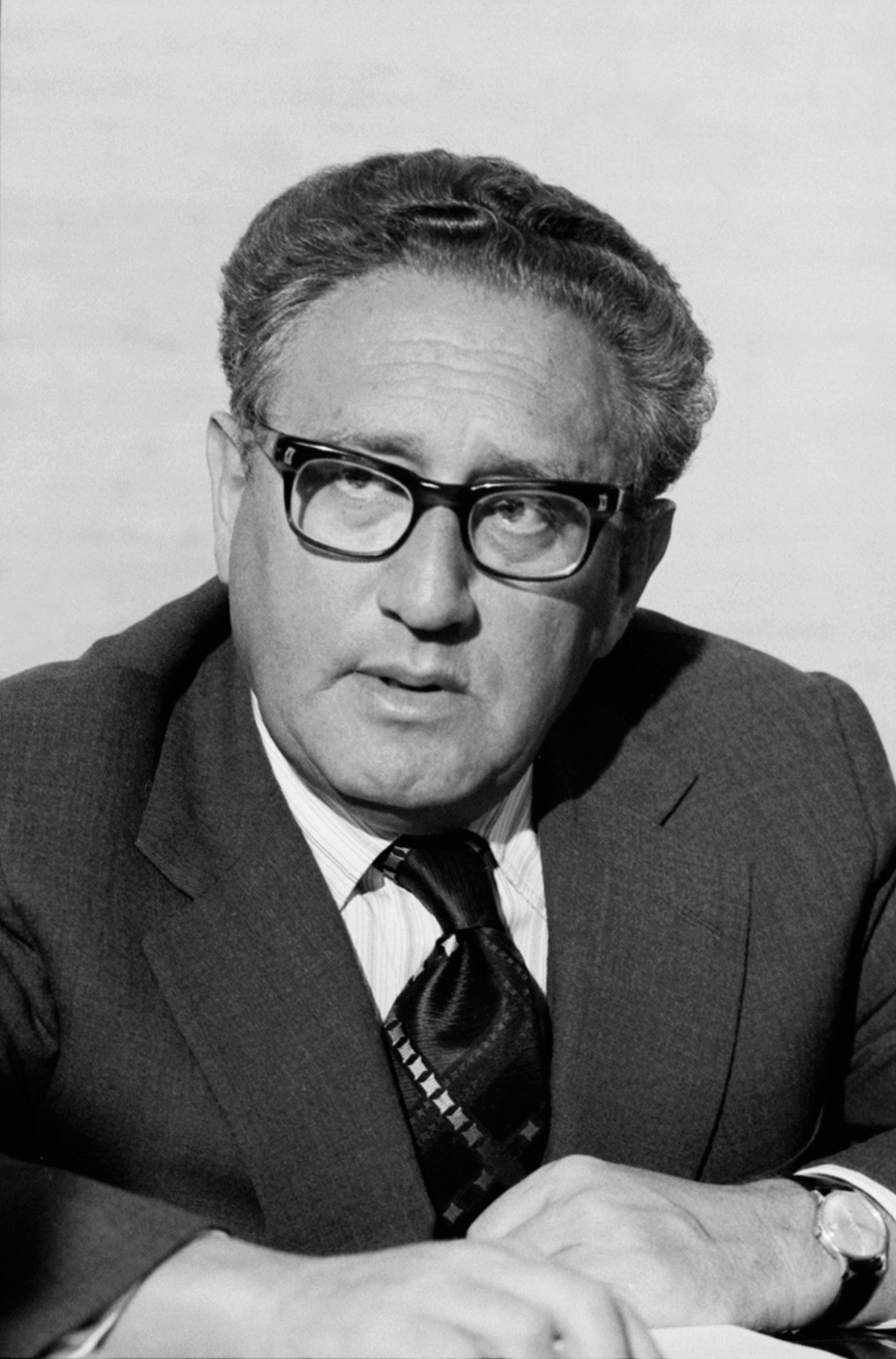
Henry Kissinger.

- 1923: Henry Kissinger, político estadounidense, premio nobel de la paz en 1973 (f. 2023).
- 1923: Sumner Redstone, magnate, empresario y filántropo estadounidense (f. 2020).
- 1924: Jaime Lusinchi, médico y político venezolano, presidente de Venezuela entre 1984 y 1989 (f. 2014).
- 1924: John Sumner, director británico-australiano de teatro, fundador de la Melbourne Theatre Company (f. 2013).
- 1925: Jorge Bacacorzo, escritor, periodista y poeta peruano de la Generación del 50 (f. 2006).
- 1925: Tony Hillerman, periodista y escritor estadounidense (f. 2008).
- 1927: Gustavo Arias Murueta, pintor estadounidense (f. 2019).
- 1927: Jüri Randviir, ajedrecista y periodista estonio (f. 1996).
- 1928: Thea Musgrave, compositora y educadora escocesa-estadounidense.
- 1930: John Barth, novelista, cuentista y catedrático estadounidense.
- 1930: William S. Sessions, funcionario y juez estadounidense, octavo director del Buró Federal de Investigaciones (f. 2020).
- 1930: Eino Tamberg, compositor y docente estonio (f. 2010).
- 1931: André Barbeau, neurólogo francocanadiense (f. 1986).
- 1931: John Chapple, mariscal de campo y político británico-inglés, gobernador de Gibraltar (f. 2022).
- 1931: Bernard Fresson, actor francés (f. 2002).
- 1931: Faten Hamama, actriz y productora egipcia (f. 2015).
- 1931: Philip Kotler, escritor y profesor estadounidense.
- 1933: Edward Samuel Rogers, empresario canadiense (f. 2008).
- 1933: Manfred Sommer, escritor e ilustrador español (f. 2007).
- 1934: Ray Daviault, beisbolista canadiense-estadounidense (f. 2020).
- 1934: Harlan Ellison, escritor y guionista estadounidense (f. 2018).
- 1934: Enzo Siciliano, escritor italiano (f. 2006).
- 1935: Daniel Colchico, jugador y entrenador estadounidense de fútbol americano (f. 2014).
- 1935: Mal Evans, asistente británico de la banda The Beatles (f. 1976).
- 1935: Jerry Kindall, jugador y entrenador de béisbol estadounidense (f. 2017).
- 1935: Ramsey Lewis, pianista y compositor de jazz estadounidense (f. 2022).
- 1935: Lee Meriwether, actriz y modelo estadounidense, Miss America 1955.
- 1936: Benjamin Bathurst, almirante británico-inglés.
- 1936: Louis Gossett, Jr., actor y productor estadounidense (f. 2024).
- 1936: Jorge Hourton, obispo franco-chileno (f. 2011).
- 1936: Marcel Masse, educador y político canadiense, 29.º ministro de Defensa Nacional canadiense (f. 2014).
- 1936: Julio Nazareno, abogado y presidente de la Corte Suprema de Justicia de Argentina (f. 2019).
- 1937: Allan Carr, dramaturgo y productor estadounidense (f. 1999).
- 1937: Coral Pellicer, periodista española (f. 2020).
- 1938: Christian Von Wernich, sacerdote católico argentino, condenado a prisión por torturas.
- 1939: Simon Cairns, aristócrata (“4.º conde de Cairns”), cortesano y empresario británico-inglés.
- 1939: Yves Duhaime, capitán y político canadiense.
- 1939: Sokratis Kokkalis, empresario griego.
- 1939: Gerald Ronson, empresario y filántropo británico-inglés.
- 1939: Don Williams, cantautor y guitarrista estadounidense (f. 2017).
- 1939: Rick Rescorla, militar estadounidense (f. 2001).
- 1940: Mike Gibson, periodista y comentarista deportivo australiano (f. 2015).
- 1940: Mariano Haro, atleta español (f. 2024).
- 1942: Lee Baca, policía estadounidense.
- 1942: Piers Courage, piloto de carreras británico-inglés (f. 1970).
- 1942: Roger Freeman, aristócrata (“barón Freeman”), contable y político británico-inglés, canciller del ducado de Lancaster.
- 1942: Robin Widdows, piloto de carreras británico-inglés.
- 1943: Eduardo Teddy Bautista, cantante español.
- 1943: Cilla Black, cantante, actriz y presentadora británica (f. 2015).
- 1943: Bruce Weitz, actor estadounidense.
- 1944: Christopher Dodd, abogado y político estadounidense.
- 1944: Karen Fladset, jugadora de balonmano noruega.
- 1944: Ingrid Roscoe, historiadora y política inglesa, lord teniente de West Yorkshire (f. 2020).
- 1944: Alain Souchon, cantautor, guitarrista y actor francés.
- 1945: Bruce Cockburn, cantautor y guitarrista canadiense.
- 1946: Niels-Henning Ørsted Pedersen, bajista y compositor danés (f. 2005).
- 1946: John Williams, piloto de motos británico-inglés (f. 1978).

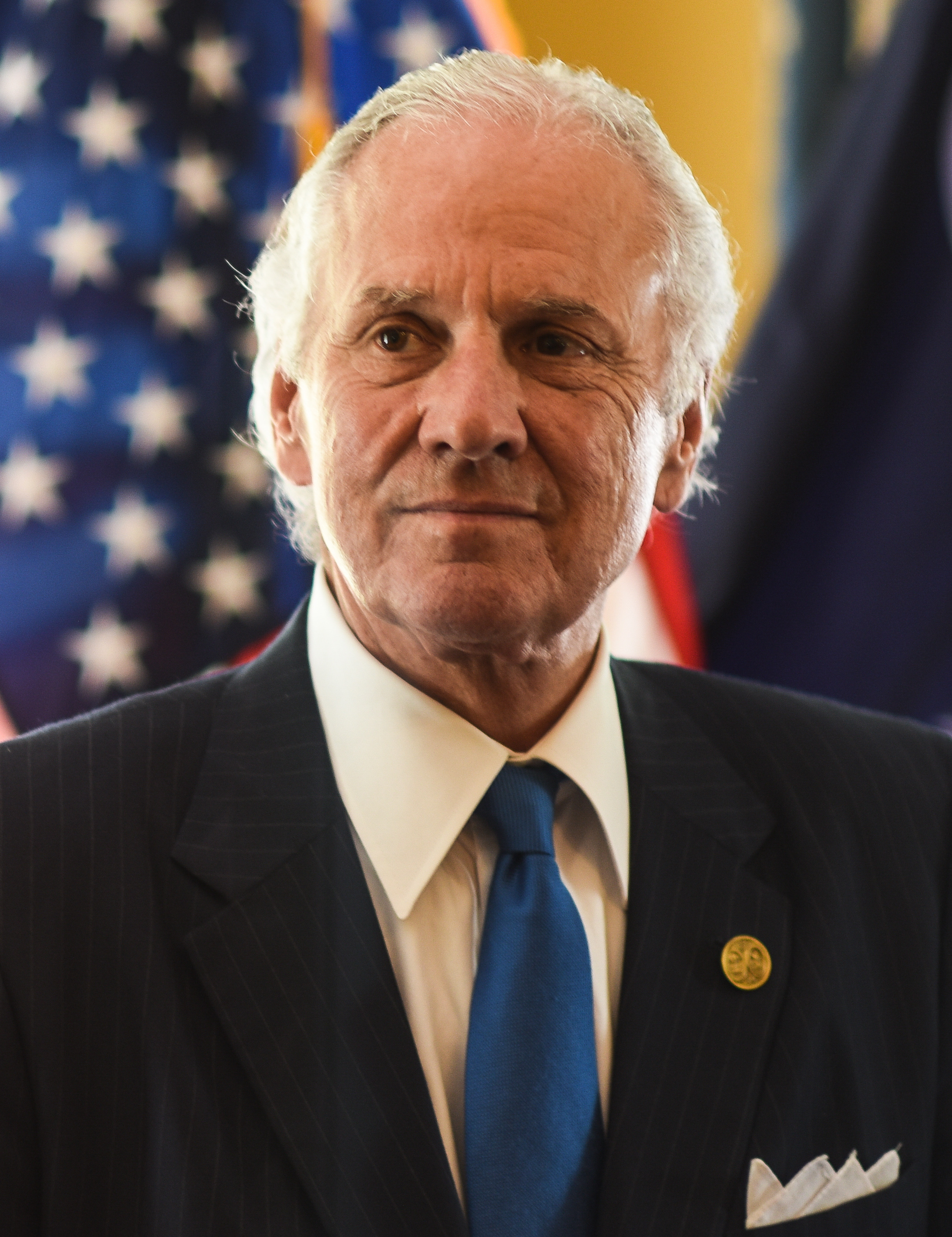
Henry McMaster

- 1947: Peter DeFazio, político estadounidense.
- 1947: Branko Oblak, futbolista y entrenador esloveno.
- 1947: Riivo Sinijärv, político estonio, 19.º ministro de Asuntos Exteriores de Estonia.
- 1947: Henry McMaster, político y abogado estadounidense, Gobernador de Carolina del Sur desde 2017.
- 1948: Pete Sears, bajista británico-inglés.
- 1948: Morning Glory Zell-Ravenheart, ocultista y escritora estadounidense (f. 2014).
- 1949: Alma Guillermoprieto, periodista mexicana.
- 1949: Hugh Lowther, aristócrata (“8.º conde de Lonsdale”), político británico-inglés (f. 2021).
- 1949: Christa Vahlensieck, corredora alemana.
- 1950: Dee Dee Bridgewater, cantautora y actriz estadounidense.
- 1950: Makis Dendrinos, jugador y entrenador de baloncesto griego (f. 2015).
- 1951: Ana Belén, cantante y actriz española.
- 1951: John Conteh, boxeador británico-inglés.
- 1951: Reynaldo Vasco Uribe, poeta argentino (f. 2014).
- 1952: Rosa Díez, política y eurodiputada española.
- 1954: Pauline Hanson, empresaria, activista y política australiana.
- 1954: Jackie Slater, jugadora y entrenadora estadounidense de fútbol americano.
- 1955: Eric Bischoff, emprededor, productor y luchador estadounidense.
- 1955: Dieter Lehnhoff, compositor guatemalteco-alemán.
- 1955: Richard Schiff, actor, director y productor estadounidense.
- 1955: Ian Tracey, organista y director de orquesta británico-inglés.
- 1956: Rosemary Squire, productora y directora inglesa, cofundó Ambassador Theatre Group.
- 1956: Giuseppe Tornatore, cineasta y guionista italiano (Cinema paradiso).
- 1957: Dag Terje Andersen, político noruego, ministro de Trabajo noruego.
- 1957: Nitin Gadkari, abogado y político indio, ministro de Transportes indio.
- 1957: Eddie Harsch, teclista y bajista canadiense-estadounidense (f. 2016).
- 1957: Iñaki Miramón, actor español.
- 1957: Siouxsie Sioux, cantante, compositora y productora británica, de las bandas Siouxsie and the Banshees, y The Creatures.
- 1958: Nick Anstee, contable y político británico-inglés, 682.º Lord Mayor de Londres.
- 1958: Neil Finn, cantautor y músico neozelandés, de la banda Crowded House.
- 1958: Jesse Robredo, político filipino, 23.º secretario del Interior y Gobierno Local (f. 2012).
- 1959: Donna Strickland, física canadiense.
- 1961: José Luíz Barbosa, corredor y entrenador brasileño.
- 1961: Peri Gilpin, actriz estadounidense.
- 1961: Pierre-Henri Raphanel, piloto francés de automovilismo.
- 1962: Marcelino Bernal, futbolista mexicano.
- 1962: Ray Borner, baloncestista australiano.
- 1962: Steven Brill, actor, director, productor y guionista estadounidense.
- 1962: Anthony A. Hyman, biólogo y académico israelí-británico.
- 1962: David Mundell, abogado y político escocés, secretario de Estado de Escocia.
- 1962: Ravi Shastri, jugador de críquet y comentarista deportivo indio.
- 1963: Gonzalo Rubalcaba, pianista y compositor cubano.
- 1963: Maria Walliser, esquiadora suiza.
- 1964: Adam Carolla, actor, productor y guionista estadounidense.
- 1964: Kim Ji-woon, cineasta surcoreano
- 1965: Felipe Bianchi, periodista chileno.
- 1965: Todd Bridges, actor estadounidense.
- 1965: Pat Cash, tenista y comentarista deportivo australiano-británico.
- 1965: Gustavo Poirrier, futbolista chileno (f. 2003).
- 1966: Heston Blumenthal, chef y escritor británico-inglés.
- 1966: Sean Kinney, baterista estadounidense, de la banda Alice in Chains.
- 1967: Paul Gascoigne, futbolista, entrenador y mánager británico.
- 1967: Eddie McClintock, actor estadounidense.
- 1968: Jeff Bagwell, beisbolista y entrenador estadounidense.
- 1968: Rebekah Brooks, periodista inglesa.
- 1968: Harun Erdenay, baloncestista y entrenador turco.
- 1968: Frank Thomas, beisbolista y comentarista deportivo estadounidense.
- 1969: Jeremy Mayfield, piloto de carreras estadounidense.
- 1969: Craig Federighi, informático e ingeniero estadounidense.
- 1970: Alex Archer, músico australiano nacido en Estados Unidos.
- 1970: Michele Bartoli, ciclista italiano.
- 1970: Tim Farron, educador y político británico-inglés.
- 1970: Joseph Fiennes, actor británico-inglés.
- 1971: Paul Bettany, actor británico.
- 1971: Wayne Carey, futbolista y entrenador australiano.
- 1971: Kaur Kender, escritor estonio.
- 1971: Left Eye (Lisa Lopes), cantante y bailarina estadounidense de rap, de la banda TLC (f. 2002).
- 1971: Glenn Ross, strongman y powerlifter norirlandés.
- 1971: Lee Sharpe, futbolista británico-inglés.
- 1971: Grant Stafford, tenista sudafricano.
- 1971: Sophie Walker, política británica, líder del Partido por la Igualdad de las Mujeres.
- 1971: Petroc Trelawny, locutor de radio y televisión británico.
- 1972: Ivete Sangalo, cantante brasileña.
- 1972: Maxim Sokolov, jugador de hockey sobre hielo ruso.
- 1973: Yorgos Lanthimos, cineasta, director de teatro, productor y guionista griego.
- 1973: Jack McBrayer, actor y comediante estadounidense.
- 1973: Tana Umaga, jugadora y entrenadora de rugby neozelandesa.
- 1974: Vanessa Blue, actriz pornográfica y directora estadounidense.
- 1974: Skye Edwards, cantante y compositora británica, de la banda Morcheeba.
- 1974: Denise van Outen, actriz, cantante y presentadora de televisión inglesa.
- 1974: Derek Webb, cantautor y guitarrista estadounidense.
- 1974: Danny Wuerffel, jugador estadounidense de fútbol americano.
- 1975: André 3000 (André Benjamin), músico estadounidense, de la banda OutKast.
- 1975: Jadakiss (Jason Phillips), rapero estadounidense.
- 1975: Jamie Oliver, chef británico.
- 1975: Feryal Özel, astrofísico, astrónomo y académico turco.
- 1976: Marcel Fässler, piloto de automovilismo suizo.
- 1976: Jiří Štajner, futbolista checo.
- 1976: Leonor Silvestri, teórica, poeta, luchadora wako y activista de origen argentino.
- 1977: Atsushi Yanagisawa, futbolista japonés.
- 1977: Abderrahmane Hammad, saltador de altura argelino.
- 1979: Michael Buonauro, escritor e ilustrador estadounidense (f. 2004).
- 1979: Mile Sterjovski, futbolista australiano.
- 1980: Craig Buntin, patinador artístico canadiense.
- 1981: Alina Cojocaru, bailarina rumana.
- 1981: Mariano Echeverría, futbolista argentino.
- 1981: Johan Elmander, futbolista sueco.
- 1982: Natalya, luchadora profesional canadiense.
- 1983: Bobby Convey, futbolista estadounidense.
- 1984: Blake Ahearn, baloncestista estadounidense.
- 1984: Miguel González Martín, lanzador de béisbol mexicano.
- 1985: Roberto Soldado, futbolista español.
- 1986: Bamba Fall, baloncestista senegalés.
- 1986: André Schembri, futbolista maltés.
- 1986: Lasse Schöne, futbolista danés.
- 1986: Thuso Phala, futbolista sudafricano.
- 1987: José Alberto Cañas Ruiz-Herrera, futbolista español.
- 1987: Gervinho, futbolista marfileño.
- 1987: Bella Heathcote, actriz australiana.
- 1987: Martina Sáblíková, patinadora de velocidad y ciclista checa.
- 1988: Birkir Bjarnason, futbolista islandés.
- 1988: Vontae Davis, jugador estadounidense de fútbol americano (f. 2024).
- 1988: Irina Davydova, vallista rusa.
- 1988: Marvin Emnes, futbolista neerlandés.
- 1990: Nadine Beiler, cantante austríaca.
- 1990: Chris Colfer, actor y cantante estadounidense.
- 1990: Marcus Kruger, jugador de hockey sobre hielo sueco.
- 1991: Sebastien Dewaest, futbolista belga.
- 1991: Su Helen Gala, futbolista chilena.
- 1991: Tim Lafai, jugador de la liga de rugby de Samoa.
- 1991: Ksenia Pervak, tenista rusa.
- 1991: Eneli Vals, futbolista estonio.
- 1992: Aaron Brown, velocista canadiense.
- 1992: Laurence Vincent-Lapointe, piragüista canadiense.
- 1994: Maximilian Arnold, futbolista alemán.
- 1995: Yoán Moncada, beisbolista cubano.
- 1996: Bryan Garnica, futbolista mexicano.
- 1996: Marcelo González Cabral, futbolista paraguayo.
- 1996: Firas Ben Larbi, futbolista tunecino.
- 1996: Li Tu, tenista australiano.
- 1996: Leandro Vega, futbolista argentino.
- 1996: Ruslan Zhaparov, taekwondista kazajo.
- 1997: Ignacio Bastian, baloncestista argentino.
- 1997: Anna Bondar, tenista húngara.
- 1997: Théo Chendri, futbolista francés.
- 1997: Harald Frey, baloncestista noruego.
- 1997: Daniel Jones, jugador estadounidense de fútbol americano.
- 1997: Konrad Laimer, futbolista austríaco.
- 1998: Tomás Belmonte, futbolista argentino.
- 1998: Sylvester Berg, baloncestista danés.
- 1998: Joan Cardona Méndez, regatista español.
- 1998: Michael Fuentes, futbolista chileno.
- 1998: Dimitris Limnios, futbolista griego.
- 1998: Josep Martínez, futbolista español.
- 1998: Valeria Ortuño Martínez, atleta mexicana.
- 1999: Miguel Atienza, futbolista español.
- 1999: Daniel Bragança, futbolista portugués.
- 1999: Jairo Concha, futbolista peruano.
- 1999: Matheus Cunha, futbolista brasileño.
- 1999: Lily-Rose Depp, actriz y modelo franco-estadounidense.
- 1999: Jorge Motos, actor español.
- 2000: Gorka Campo Loza, futbolista español.
- 2000: Jade Carey, gimnasta artística estadounidense.
- 2000: Nicolás Gómez Jaramillo, ciclista colombiano.
- 2000: Rebecca McGowan, taekwondista británica.
- 2000: Alexander Pratt, nadador canadiense.
- 2000: Sofía Osío, modelo colombiana.
- 2000: Enzo Silcan, futbolista argentino.
- 2000: Abner Vinícius, futbolista brasileño.
- 2000: Stefano Zarantonello, futbolista argentino.
- 2001: Brunette, cantautora armenia.
- 2001: Curtis Harris, actor estadounidense.
- 2003: Franco Colapinto, piloto argentino.
- 2004: Ramma, cantante argentino.

## Fallecimientos
- 366: Procopio, usurpador romano (n. 325).
- 398: Murong Bao, emperador del estado de Xianbei (más tarde Yan) (n. 355).
- 475: Eutropio, religioso francés, obispo de Orange.
- 866: Ordoño I de Asturias, rey de Asturias (n. 821).
- 927: Simeón I de Bulgaria, primer zar búlgaro (n. 864).
- 1039: Teodorico III, aristócrata («conde de Holanda») neerlandés (n. 981).
- 1045: Bruno de Wurzburgo, canciller imperial de Italia (n. c. 1005).
- 1178: Godfrey van Rhenen, obispo de Utrecht.
- 1240: William de Warenne, quinto conde de Surrey (n. 1166).
- 1444: Juan Beaufort el Joven, aristócrata («1.º duque de Somerset») y comandante británico-inglés (n. 1404).
- 1508: Ludovico Sforza, el Moro, aristócrata («duque de Milán») milanés (n. 1452).
- 1525: Thomas Müntzer, místico y teólogo alemán (n. 1488).
- 1541: Margarita Pole, aristócrata («condesa de Salisbury») y religiosa católica inglesa, beatificada por la Iglesia católica (n. 1473).
- 1564: Juan Calvino, teólogo reformista protestante y pastor francés (n. 1509).
- 1610: François Ravaillac, ciudadano francés (n. 1578) asesino de Enrique IV de Francia.
- 1615: Margarita de Valois, aristócrata francesa, esposa del rey Enrique IV (n. 1553).
- 1624: Diego Ramírez de Arellano, marino y cosmógrafo español (n. c. 1580).
- 1637: John Boteler, aristócrata («1.º barón Boteler de Brantfield»), político inglés (n. c. 1566).
- 1661: Archibald Campbell, aristócrata («1.º marqués de Argyll»), general y político escocés (n. 1607).
- 1675: Gaspard Dughet, pintor ítalo-francés (n. 1613).
- 1690: Giovanni Legrenzi, organista y compositor italiano (n. 1626).
- 1702: Dominique Bouhours, sacerdote y crítico francés (n. 1628).
- 1707: Françoise-Athénaïs, aristócrata («marquesa de Montespan»), amante francesa de Luis XIV de Francia (n. 1640).
- 1781: Giovanni Battista Beccaria, físico y académico italiano (n. 1716).
- 1797: François-Noël Babeuf, periodista francés (n. 1760).
- 1831: Jedediah Smith, cazador, explorador y escritor estadounidense (n. 1799).
- 1840: Niccolò Paganini, violinista y compositor italiano (n. 1782).
- 1857: Pierre-Charles Simart, escultor francés (n. 1806).
- 1867: Thomas Bulfinch, mitólogo estadounidense (n. 1796).
- 1877: Pedro Mata, médico, periodista, escritor y político español (n. 1811).
- 1885: Charles Rogier, periodista y político belga (n. 1800).
- 1896: Aleksandr Stoletov, físico, ingeniero y académico ruso (n. 1839).
- 1910: Robert Koch, médico, bacteriólogo y microbiólogo alemán, premio nobel de medicina en 1905 (n. 1843).
- 1914: Joseph Wilson Swan, inventor británico (n. 1828).
- 1916: Joseph Gallieni, militar francés (n. 1849).
- 1918: Ōzutsu Man'emon, luchador japonés de sumo, 18.º yokozuna (n. 1869).
- 1919: Kandukuri Veeresalingam, escritor y activista indio (n. 1848).
- 1926: Srečko Kosovel, poeta esloveno (n. 1904).
- 1929: Enrique de Mesa, poeta español (n. 1878).
- 1930: Gabriel Miró, escritor español (n. 1879).
- 1933: Achille Paroche, tirador francés (n. 1868).
- 1939: Joseph Roth, periodista y escritor austro-francés (n. 1894).
- 1941: Ernst Lindemann, capitán alemán (n. 1894).
- 1941: Günther Lütjens, almirante alemán (n. 1889).
- 1942: Muhammed Hamdi Yazır, teólogo, lógico y traductor turco (n. 1878).
- 1943: Gordon Coates, soldado y político neozelandés, 21.º primer ministro de Nueva Zelanda (n. 1878).
- 1945: Enno Lolling, médico alemán (n. 1888).
- 1945: Miguel Mucio, ciclista español (n. 1902).
- 1947: Ed Konetchy, beisbolista y directivo estadounidense (n. 1885).
- 1949: Robert Ripley, dibujante, editor y empresario estadounidense, fundó Ripley's Believe It or Not! (‘Aunque usted no lo crea, de Ripley’) (n. 1890).
- 1950: John Torrence Tate, físico estadounidense (n. 1889).
- 1953: Jesse Burkett, beisbolista y directivo estadounidense (n. 1868).
- 1960: James Montgomery Flagg, pintor e ilustrador estadounidense (n. 1877).
- 1962: Egon Petri, pianista alemán (n. 1881).
- 1963: Grigoris Lambrakis, médico y político griego (n. 1912).
- 1964: Jawaharlal Nehru, abogado y político indio, 1.º primer ministro de la India (n. 1889).
- 1965: John Rinehart Blue, militar, educador, empresario y político estadounidense (n. 1905).
- 1967: W. Otto Miessner, compositor y educador estadounidense (n. 1880).
- 1967: Ernst Niekisch, académico y político alemán (n. 1889).
- 1969: Jeffrey Hunter, actor y productor estadounidense (n. 1926).
- 1971: Béla Juhos, filósofo húngaro-austríaco del Círculo de Viena (n. 1901).
- 1971: Armando Picchi, futbolista y entrenador italiano (n. 1935).
- 1978: Eduardo Bottinelli, médico y político uruguayo (n. 1902).
- 1980: Gün Sazak, agrónomo y político turco (n. 1932).
- 1984: Vasilije Mokranjac, compositor serbio (n. 1923).
- 1986: Ismail al-Faruqi, filósofo y académico palestino-estadounidense (n. 1921).
- 1986: Ajoy Mukherjee, político indio, ministro principal de Bengala Occidental (n. 1901).
- 1986: Giorgos Tzifos, actor y director de fotografía griego (n. 1918).
- 1987: John Howart Northrop, bioquímico y académico estadounidense, premio nobel de química en 1946 (n. 1891).
- 1988: Hjördis Petterson, actriz sueca (n. 1908).
- 1988: Ernst Ruska, físico y académico alemán, premio nobel de física en 1986 (n. 1906).
- 1989: Arseny Tarkovsky, poeta y traductor ruso (n. 1907).
- 1990: Juan José Cuadros Pérez, poeta y escritor español (n. 1926).
- 1990: Robert B. Meyner, abogado y político estadounidense, 44.º gobernador de Nueva Jersey (n. 1908).
- 1991: Leopold Nowak, musicólogo y teórico austríaco (n. 1904).
- 1992: Tío Charlie Osborne, violinista estadounidense (n. 1890).
- 1994: Luis de Carlos, dirigente futbolístico español (n. 1907).
- 1998: Minoo Masani, abogado y político indio (n. 1905).
- 2000: Kazimierz Leski, ingeniero y piloto polaco (n. 1912).
- 2000: Murray MacLehose, aristócrata («barón MacLehose de Beoch»), político y diplomático británico-escocés, 25.º gobernador de Hong Kong (n. 1917).
- 2000: Maurice Richard, jugador y entrenador canadiense de hockey sobre hielo (n. 1921).
- 2002: Marjorie Ogilvie Anderson, historiadora escocesa (n. 1909).
- 2003: Luciano Berio, compositor de música académica electrónica y educador italiano (n. 1925).
- 2004: Ronald Smith, pianista británico (n. 1922).
- 2006: Rob Borsellino, periodista estadounidense (n. 1949).
- 2006: Paul Gleason, actor estadounidense (n. 1939).
- 2006: Craig Heyward, jugador estadounidense de fútbol americano (n. 1966).
- 2006: Alex Toth, historietista español (n. 1928).
- 2007: Izumi Sakai, cantautor japonés (n. 1967).
- 2007: Gretchen Wyler, actriz y bailarina estadounidense (n. 1932).
- 2007: Ed Yost, inventor estadounidense, crea el moderno globo aerostático (n. 1919).
- 2008: Franz Künstler, soldado húngaro (n. 1900).
- 2008: Alejandro Romualdo, poeta peruano (n. 1926).
- 2009: Thomas M. Franck, abogado y académico estadounidense (n. 1931).
- 2009: Clive Granger, economista y académico galés-estadounidense, premio Nobel (n. 1934).
- 2009: Mona Grey, administradora de enfermería británica; primera directora de enfermería de Irlanda del Norte (n. 1910).
- 2009: Abram Hoffer, bioquímico, médico y psiquiatra canadiense (n. 1917).
- 2009: Gérard Jean-Juste, sacerdote y teólogo haitiano-estadounidense (n. 1946).
- 2009: Carol Anne O'Marie, monja y escritora estadounidense (n. 1933).
- 2009: William Refshauge, soldado y médico australiano (n. 1913).
- 2009: Paul Sharratt, presentador de televisión anglo-estadounidense (n. 1933).
- 2010: Payut Ngaokrachang, animador y director tailandés (n. 1929).
- 2011: Jeff Conaway, actor y cantante estadounidense (n. 1950).
- 2011: Margo Dydek, baloncestista polaco de la WNBA expatriado en Estados Unidos (n. 1974).
- 2011: Gil Scott-Heron, cantautor y poeta estadounidense (n. 1949).
- 2011: María Rosa Alonso, profesora, filóloga y ensayista española (n. 1909).
- 2012: Simeon Daniel, educador y político nevisiano, 1.º primer ministro de Nieves (n. 1934).
- 2012: Friedrich Hirzebruch, matemático y académico alemán (n. 1927).
- 2012: Anahit Perikhanian, iranóloga armenia nacida en Rusia (n. 1928).
- 2012: David Rimoin, genetista y académico canadiense-estadounidense (n. 1936).
- 2013: Jagjit Singh Lyallpuri, político indio (n. 1917).
- 2013: Bill Pertwee, actor británico-inglés (n. 1926).
- 2013: Abdoulaye Sékou Sow, político maliense, primer ministro de Malí (n. 1931).
- 2014: Robert Genn, pintor y escritor canadiense (n. 1936).
- 2014: Helma Sanders-Brahms, directora, productora y guionista alemana (n. 1940).
- 2014: Roberto Vargas, beisbolista, entrenador y directivo puertorriqueño-estadounidense (n. 1929).
- 2014: Massimo Vignelli, diseñador gráfico italiano (n. 1931).
- 2015: Erik Carlsson, piloto de rallyes sueco (n. 1929).
- 2015: Nils Christie, sociólogo, criminólogo y escritor noruego (n. 1928).
- 2015: Andy King, futbolista y entrenador británico-inglés (n. 1956).
- 2015: Michael Martin, filósofo y académico estadounidense (n. 1932).
- 2015: Damián Yáñez Neira, escritor español (n. 1916).
- 2017: Gregg Allman, músico, cantante y compositor estadounidense (n. 1947).
- 2017: Guillermo Sánchez, bajista argentino (n. 1964).
- 2018: Gardner Dozois, escritor y editor estadounidense de ciencia ficción (n. 1947).
- 2020: Larry Kramer, dramaturgo estadounidense (n. 1935).
- 2021: Poul Schlüter, político danés (n. 1929).
- 2021: Jaime Lerner, urbanista y político brasileño (n. 1937).
- 2022: Juan José Mosalini, músico y compositor argentino (n. 1943).
- 2024: Francesco Petrozzi, tenor lírico y político peruano (n. 1961).
- 2025: Juan Ramón Verón, futbolista y entrenador argentino (n. 1944).
- 2025: Kepa Amuchástegui, actor, guionista y director colombiano (n. 1941).

## Celebraciones

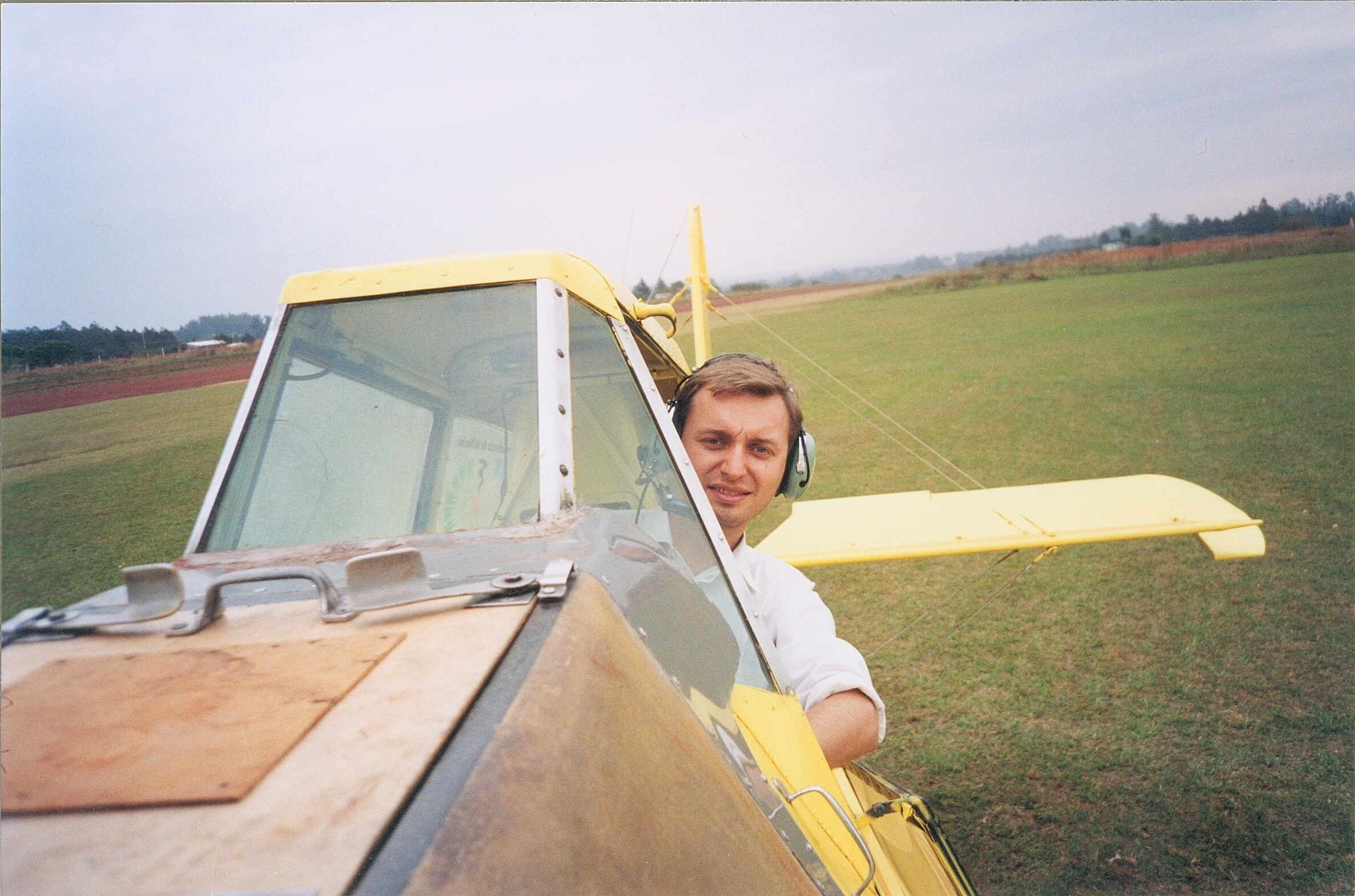
Día Internacional del Piloto Agrícola.

- Día Mundial de la Medicina de Urgencias y Emergencias.[2]
Se celebra el 27 de mayo cada año. Este día fue promovido por la European Society for Emergency Medicine (EUSEM) para concienciar sobre la importancia de esta especialidad médica y la necesidad de tener sistemas de urgencias bien desarrollados a nivel mundial.

- Día Internacional del Piloto Agrícola.[3]
Se celebra el 27 de mayo y reconoce el importante papel de los pilotos agrícolas en la producción de alimentos. Esta fecha se utiliza para agradecer y destacar la labor de los pilotos agrícolas, que contribuyen a la cadena productiva de alimentos con sus vuelos.
En Argentina, se celebra el 12 de septiembre como el Día del Aeroaplicador, en conmemoración al primer trabajo agroaéreo en el país.

- Semana de Solidaridad con los pueblos de los territorios no autónomos.

 Por países
(Por orden alfabético)
- Argentina: 
  - Día del Marketing.[4]
  - Día del Ingeniero Electricista.[5]

- Australia
  -  Camberra: Día de la Reconciliación.

- Bolivia: 
  - Día de la Madre.
Se recuerda a las Heroínas de la Coronilla. Esta fecha conmemora la Batalla de la Coronilla, ocurrida el 27 de mayo de 1812 en la ciudad de Cochabamba, durante la guerra de la Independencia de Bolivia.

- España: 
  - Día Nacional del Celíaco.
  - Día de Sensibilización de las Colagenopatías Tipo II.[6]
Abarcan el Síndrome de Stickler, SEDC y otras. Estas enfermedades se producen cuando hay una mutación del gen COL2A1, que causa anomalías en la producción del colágeno y ello afecta directamente al cartílago y al hueso causando trastornos y displasias esqueléticas.
Fue la Asociación de Familiares y Afectados por el Síndrome de Stickler, SEDC y otras Colagenopatías Tipo II (AFASCOL) quien proclamó esta celebración, ya que fue un 27 de mayo cuando se celebraron en el Hospital Universitario La Paz (Madrid) las Primeras Jornadas de Colagenopatías Tipo II.

- Perú: 
  - Día de las Lenguas Originarias.
(antes Día del Idioma Nativo).

### Santoral católico

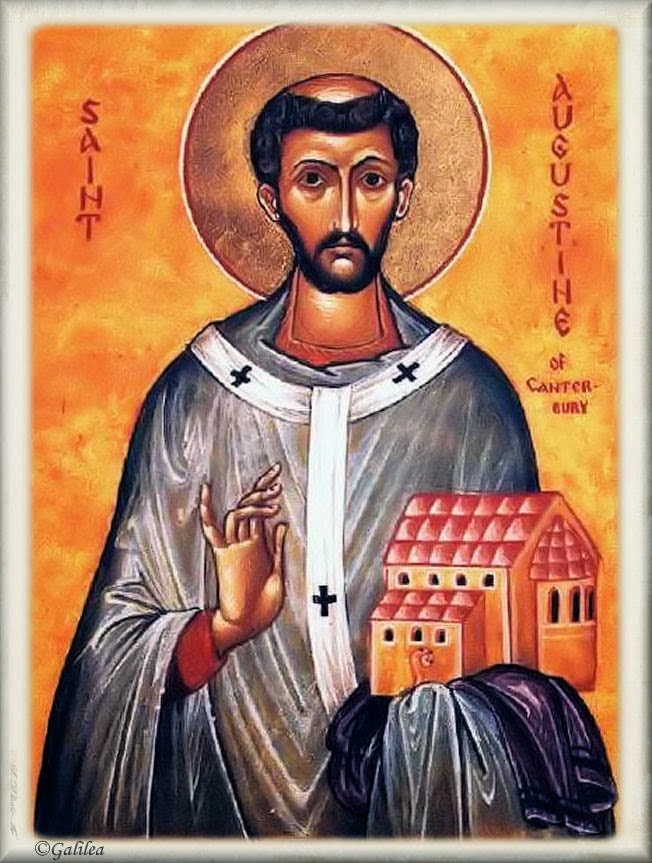
Agustín de Canterbury.

- San Agustín de Canterbury.[7](imagen ilustrativa).
- San Atanasio Bazzekuketta.[7]
- San Bruno de Wurzburgo.[7]
- San Eutropio de Orange.[7]
- San Gausberto.[7]
- San Gonzaga Gonza.[7]
- San Julio de Dorostoro.[7]
- San Ranulfo de Arras.
- San Restituto, mártir.[7]